# Timmy Allen
Timmy Allen (Mesa, 9 januari 2000) is een Amerikaans basketballer.

## Carrière
Allen speelde collegebasketbal voor de Utah Utes van 2018 tot 2021. In 2020 stelde hij zich kandidaat voor de NBA draft maar trok zich nadien terug. Hierna speelde hij nog twee seizoenen voor de Texas Longhorns. In de NBA draft van 2023 werd hij niet gekozen maar hij speelde wel voor de Memphis Grizzlies in de NBA Summer League. In oktober 2023 tekende hij een contract bij de Memphis Grizzlies dat een paar dagen later ontbonden werd zodat hij doorgestuurd kon worden naar de opleidingsploeg Memphis Hustle. Daar speelde hij een seizoen, in april 2024 tekende hij een tien dagen contract bij de Grizzlies en maakte zijn NBA-debuut.
In de zomer van 2024 speelde hij opnieuw voor de Memphis Grizzlies in de NBA Summer League. Hij tekende daarna een contract bij de Belgische eersteklasser BC Oostende. Hij won met Oostende de beker en landstitel en werd aan het einde van het seizoen verkozen tot BNXT League Most Valuable Player, BNXT League Dream Team en BNXT League National Finals MVP. Hij tekende voor het seizoen 2025/26 bij de Italiaanse eersteklasser Trapani Shark.

## Privéleven
Allens broer Teddy Allen is ook een basketballer.

## Erelijst
- Belgisch bekerwinnaar: 2025
- Belgisch landskampioen: 2025
- BNXT League Most Valuable Player: 2025
- BNXT League Dream Team: 2025
- BNXT League National Finals MVP: 2025

## Statistieken

### Reguliere seizoen
| Seizoen  | Team              | WG | WS | MPW  | 2P%  | 3P% | FW%  | RPW | APW | SPW | BPW | PPW |
| -------- | ----------------- | -- | -- | ---- | ---- | --- | ---- | --- | --- | --- | --- | --- |
| 2023/24  | Memphis Grizzlies | 5  | 0  | 25,1 | 26,1 | 0,0 | 50,0 | 3,4 | 1,0 | 0,8 | 0,0 | 2,6 |
| Carrière | Carrière          | 5  | 0  | 25,1 | 26,1 | 0,0 | 50,0 | 3,4 | 1,0 | 0,8 | 0,0 | 2,6 |